# Araneosa
Araneosa — рід грибів родини Agaricaceae. Назва вперше опублікована 1941 року.

## Класифікація
До роду Araneosa відносять 1 вид:
- Araneosa columellata